# Dunkles Kegelchen
Das Dunkle Kegelchen (Euconulus praticola), auch Sumpf-Kegelchen genannt, ist eine Schneckenart in der Familie der Kegelchen (Euconulidae) aus der Unterordnung der Landlungenschnecken (Stylommatophora).

## Merkmale
Das rechtsgewundene Gehäuse ist gedrückt-konisch, der Gesamthabitus ist leicht kugelig mit abgeflachter Basis. Es misst 3 bis 3,5 mm in der Breite und 3 bis 3,5 mm in der Höhe, und ist damit etwa gleich hoch wie breit. Es sind fünf Umgänge vorhanden, die langsam und regelmäßig zunehmen. Die Peripherie der Umgänge ist eher flach gewölbt, die Nähte sind vergleichsweise tief. Die Außenlinie ist leicht konvex gebogen. Die Mündung steht schief zur Windungsachse und ist asymmetrisch mondsichelförmig. Die Basis ist deutlich konvex, und weniger stark abgeflacht, und der letzte Umgang ist kaum gekielt. Der Mundsaum ist einfach, gerade und nicht verdickt. Der Nabel ist durch die enge Aufwindung nicht oder kaum zu sehen.
Die Gehäuseunterseite ist unter hoher Vergrößerung deutlich mit sehr feinen Spiralstreifen versehen. Die Oberseite des Gehäuses ist stark glänzend, die Unterseite eher seidig-glänzend.
Der Weichkörper ist schwarz bis blauschwarz. Da die Schale durchscheinend ist, erscheint das Gehäuse ziemlich dunkel.

## Ähnliche Arten
Beim Dunklen Kegelchen ist die Basis weniger abgeflacht und im Vergleich zu den beiden anderen Kegelchen, dem Hellen Kegelchen (Euconulus fulvus) und dem Wald-Kegelchen (Euconulus trochiformis), stärker gerundet. Die Naht ist tiefer als beim Hellen Kegelchen.

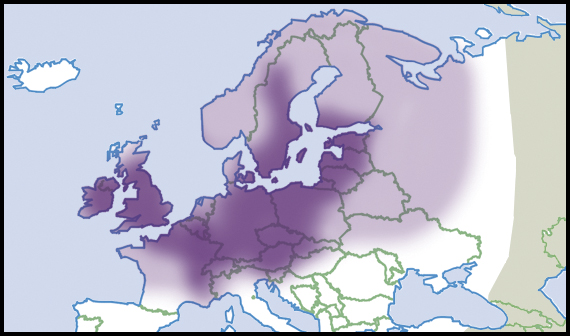
Verbreitung in Europa (nach Welter-Schultes, 2012)

## Geographische Verbreitung und Lebensraum
Das Verbreitungsgebiet ist nur sehr ungenügend bekannt. Vermutlich lässt sich die Art von Skandinavien bis Nordspanien vorfinden. Unbekannt ist die Verbreitung im Osten.
Das Dunkle Kegelchen kommt nur an sehr nassen Standorten wie kalkreichen Sümpfen, Nasswiesen und seltener auch feuchten Wäldern vor.
In der Schweiz wurde sie vor allem am Wasserrand von semi-eutrophen Carex-Sümpfen und Rieden in bis zu 2500 m über Meereshöhe beobachtet. Sie lebt dort typischerweise zusammen mit der Sumpf-Windelschnecke (Vertigo antivertigo). Die Tiere leben in der Bodenstreu, klettern aber auch in der Vegetation.

## Taxonomie
Das Taxon wurde 1883 von Otto Reinhardt aufgestellt.
Es ist nach derzeitigen Kenntnisstand wahrscheinlich, dass in Mitteleuropa drei Euconulus-Arten vorkommen, doch über Artabgrenzung, Variabilität, Ökologie und z. T. auch über die Nomenklatur herrscht noch keine Klarheit. Hier dürften erst molekulargenetische und tiefer gehende taxonomisch-nomenklatorische Untersuchungen neue Erkenntnisse bringen.

## Gefährdung
Nach der IUCN Red List of Threatened Species liegen nicht genügend Daten vor, um die Bestandssituation zu bewerten (Data Deficient). In Deutschland steht die Art auf der Vorwarnliste.